# روابط ایالات متحده آمریکا و جمهوری آذربایجان
ایالات متحده آمریکا و جمهوری آذربایجان از سال ۱۹۹۲ روابط دیپلماتیک داشته‌اند.

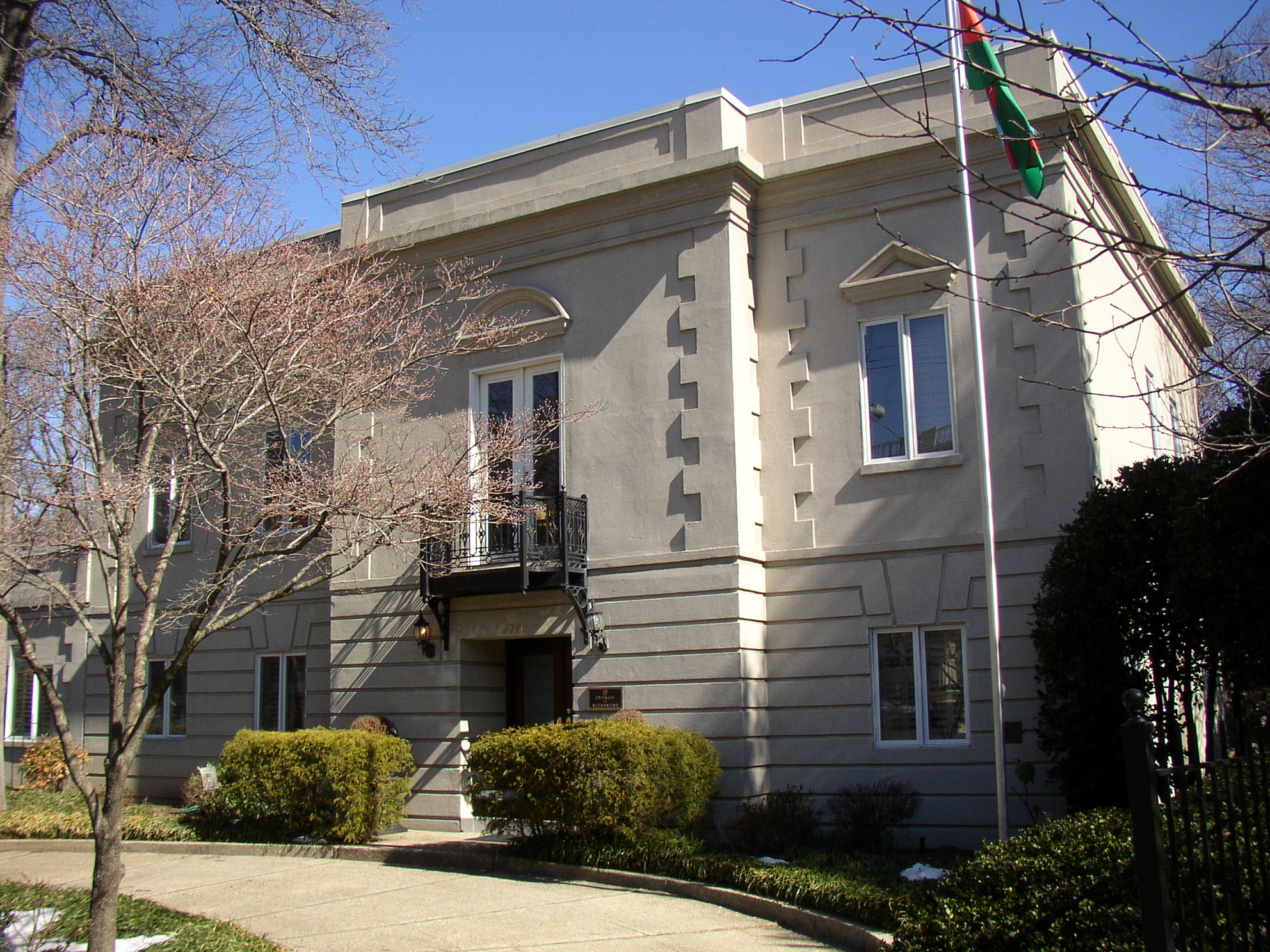
سفارت جمهوری آذربایجان در واشینگتن دی سی

بر اساس گزارش رهبری جهانی ۲۰۱۲ آمریکا، ۵۳ درصد از آذربایجانی‌ها با رهبری ایالات متحده موافق هستند، ۲۷ درصد مخالف و ۲۱ درصد نامشخص هستند.

## تاریخ
اولین برخورد روابط بین دولتی ایالات متحده -آذربایجان دیدار وودرو ویلسون ، رئیس‌جمهور ایالات متحده و هیئت جمهوری دموکراتیک آذربایجان در کنفرانس صلح پاریس در ۱۹۱۹ بود. نمایندگان آذربایجانی جلسه پاریس را باب میل خود نیافتند، زیرا رئیس‌جمهور ویلسون به جای به رسمیت شناختن به آنها توصیه کرد که بر اساس یک دستور از طرف جامعه ملل، کنفدراسیونی با همسایگان قفقازیشان ایجاد کنند. ویلسون نتیجه گرفت که مسئله آذربایجان قبل از حل و فصل عمومی مسئله روسیه قابل حل نیست.
پس از حمله ارتش سرخ در آوریل ۱۹۲۰، جمهوری سوسیالیستی آذربایجان شوروی اعلام موجودیت کرد، که در سال ۱۹۲۲ به عنوان بخشی از جمهوری سوسیالیستی فدراتیو قفقاز جنوبی به اتحاد جماهیر شوروی پیوست. هیچ رابطه مستقیم بین دولتی بین آذربایجان شوروی و ایالات متحده وجود نداشت.

## روابط معاصر
در ۱۸ اکتبر ۱۹۹۱، پارلمان آذربایجان اعلامیه استقلال را تصویب کرد. متعاقباً، در ۲۵ دسامبر ۱۹۹۱، اتحاد جماهیر شوروی موجودیت خود را متوقف کرد و ایالات متحده به‌طور رسمی ۱۲ جمهوری شوروی سابق، از جمله آذربایجان را به عنوان کشورهای مستقل به رسمیت شناخت. در ۶ مارس ۱۹۹۲، جمهوری آذربایجان سفارت خود را در واشینگتن و در ۱۶ مارس ۱۹۹۲، ایالات متحده سفارت خود را در باکو، پایتخت آذربایجان افتتاح کرد.
در سال ۲۰۰۵، باراک اوباما به عنوان سناتور تازه‌کار، به همراه سناتور ارشد آمریکایی ریچارد لوگار ، در سفر کاری به آذربایجان سفر کرد.
ویلیام جی برنز ، معاون وزیر امور خارجه در امور سیاسی در سپتامبر ۲۰۰۹ در کنفرانسی در مورد روابط ایالات متحده و آذربایجان در دانشگاه جورج تاون، سه حوزه اصلی مورد علاقه ایالات متحده در روابط دوجانبه خود با آذربایجان را بیان کرد: همکاری امنیتی، انرژی، و اصلاحات اقتصادی و دموکراتیک

### درگیری ناگورنو-قره باغ
روابط مدرن آمریکا و آذربایجان به شدت تحت تأثیر موضع رسمی ایالات متحده در مورد مناقشه قره باغ قره باغ بین ارمنستان و آذربایجان بوده‌است. ایالات متحده از سال ۱۹۹۲ به‌طور فعال در تلاش برای حل مناقشه مشارکت داشت. وزیر امور خارجه ایالات متحده ، جیمز بیکر سوم ، به عنوان بخشی از مأموریت امنیت و همکاری در اروپا (CSCE؛ در حال حاضر OSCE)، مجموعه ای از قواعد را به نام وی نامگذاری شد پیشنهاد کرد که در نهایت نمایندگی طرف‌های درگیر درون قالب مذاکره گروه مینسک را مشخص کرد.

### مشارکت امنیتی

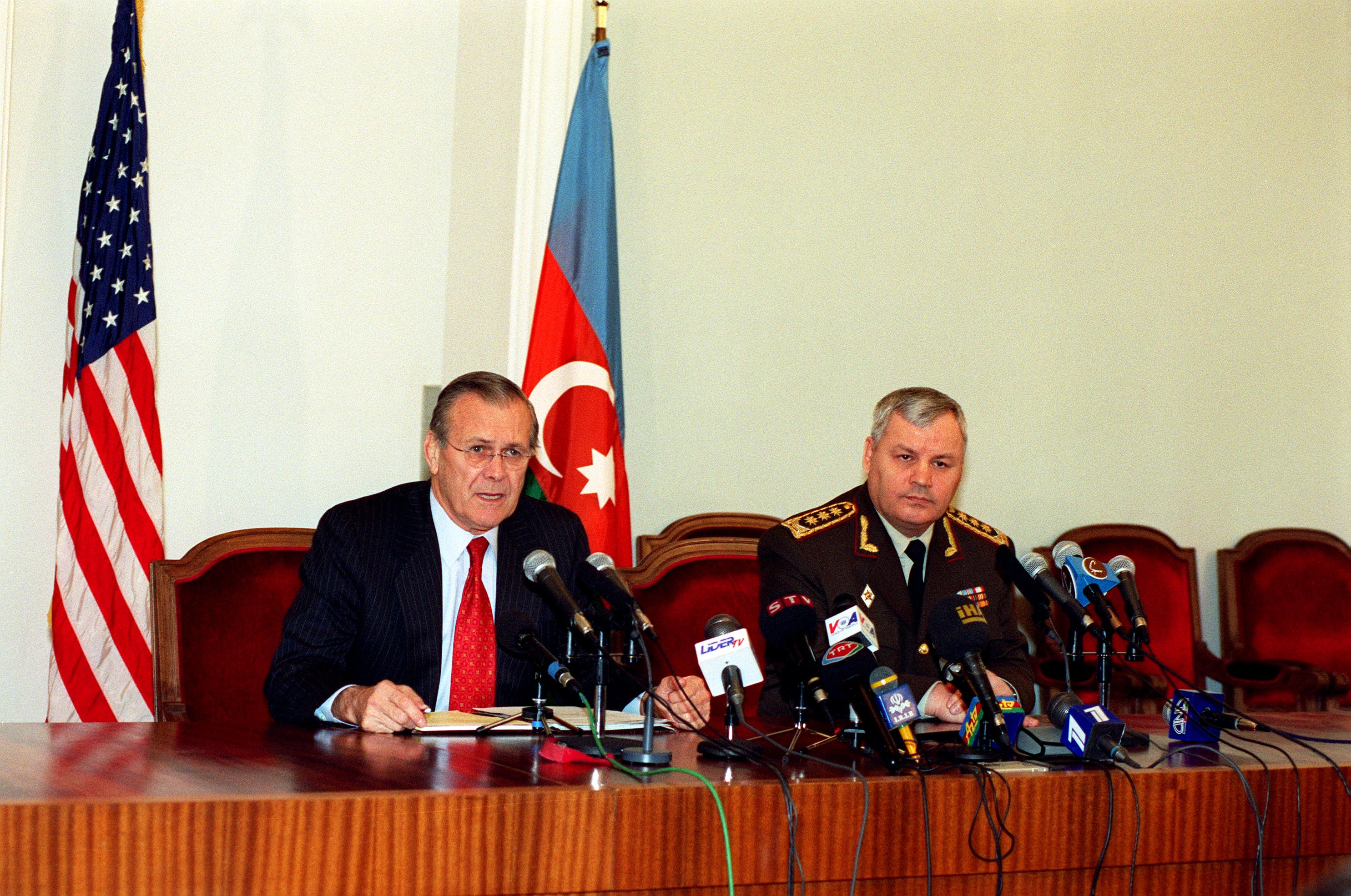
دونالد رامسفلد با صفر ابی اف در یک کنفرانس مطبوعاتی در باکو

روابط امنیتی ایالات متحده و آذربایجان در مسیرهای مختلفی از جمله مشارکت فعال آذربایجان در برنامه مشارکت برای صلح ناتو و مأموریت‌های تحت رهبری ایالات متحده در کوزوو، افغانستان و عراق و روابط نظامی دو جانبه برای اطمینان از امنیت انرژی و امنیت حمل و نقل دریای خزر توسعه یافت. آذربایجان در حمایت از جنگ علیه تروریسم به رهبری ایالات متحده، جدا از مشارکت نیروها، حق عبور از خاک، سوخت رسانی و فرود هواپیماهای آمریکایی و ائتلاف عازم افغانستان و عراق، اطلاعاتی برای مبارزه با تأمین مالی تروریسم به اشتراک گذاشت؛ تروریست‌های مظنون را دستگیر کرد و تحت تعقیب قرار داد. جدا از استفاده نیروهای هوایی آمریکا از حریم هوایی جمهوری آذربایجان، بیش از یک سوم تمام تجهیزات غیر مرگبار مورد استفاده ارتش آمریکا در افغانستان شامل سوخت، پوشاک و مواد غذایی از طریق باکو منتقل می‌شد. در نوامبر ۲۰۱۱، ری مابوس، وزیر نیروی دریایی ایالات متحده با رئیس‌جمهور و وزیر دفاع آذربایجان دیدار کرد و اعلام کرد که روابط نظامی بین کشورهایشان گسترش می‌یابد. وزارت خارجه آمریکا پیش از این ۱۰ میلیون دلار به آذربایجان پیشنهاد داده بود تا ساختارهای امنیتی خود را در دریای خزر تقویت کند.

### همکاری اقتصادی

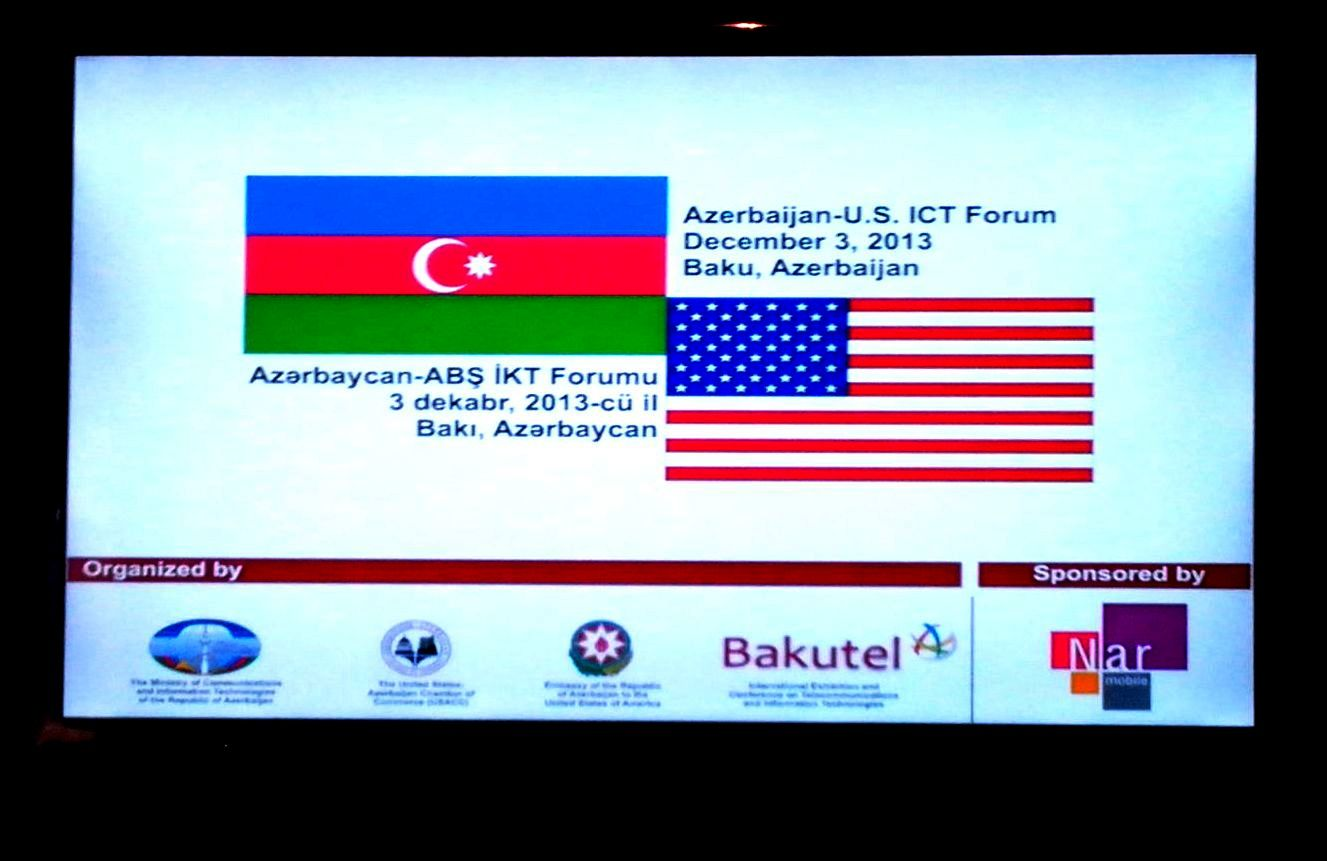
انجمن فناوری اطلاعات و ارتباطات آذربایجان و ایالات متحده، ۳ دسامبر ۲۰۱۳

روابط ایالات متحده و آذربایجان در حوزه اقتصادی عمدتاً در زمینه منابع انرژی خزر و انتقال آنها به بازارهای غربی توسعه یافت. شرکت‌های آمریکایی به‌طور فعال در توسعه هیدروکربن‌های خزر در میدان‌های نفتی دریایی آذربایجان مشارکت دارند و دولت ایالات متحده به‌طور فعال از خط لوله باکو - تفلیس - جیهان به عنوان اصلی‌ترین مسیر حمل و نقل نفت خزر حمایت کرد.
در ژانویه ۲۰۰۸، اظهار نظر در مورد سفر سن به آذربایجان. ریچارد لوگر، رئیس کمیته روابط خارجی مجلس سنا، جان سی کی دیلی از UPI آذربایجان را «تنها دوست باقی مانده آمریکا در حوزه خزر» نامید. در این بازدید سناتور لوگر همچنین گفت که او همراه با جوزف بایدن، عضو کمیته روابط خارجی سنا، در نامه ای که پیشتر به وزیر امور خارجه کاندولیزا رایس ارسال کردند، نیاز به «یک نماینده ویژه متمرکز بر مسائل مربوط به انرژی در خزر برای حفظ منافع بلند مدت آمریکا» را مورد حمایت خود قرار دادند.
ایالات متحده در سال ۱۹۹۵ یک توافق تجاری دوجانبه با آذربایجان امضا کرده و به این کشور وضعیت «مورد پسندترین کشور» را اعطا کرده‌است. و یک معاهده سرمایه‌گذاری دوجانبه با آذربایجان امضا کرده، که از آن به عنوان یک کشور ذینفع تحت برنامه سیستم ترجیحات عمومی (GSP)، در سال ۲۰۰۸ نام برده شد. ایالات متحده همچنین از درخواست آذربایجان برای پیوستن به سازمان تجارت جهانی حمایت می‌کند.

## بازدیدهای سطح بالا

### سفر رئیس‌جمهور آذربایجان به آمریکا
| رئیس‌جمهور           | تاریخ                | نوع بازدید  | منابع  |
| رئیس‌جمهور ح. علیف   | ۲۵–۳۰ سپتامبر ۱۹۹۴   | بازدید کاری | [ ۱۳ ] |
| رئیس جمهورح. علیف   | ۲۰–۲۶ اکتبر ۱۹۹۵     | بازدید کاری | [ ۱۴ ] |
| رئیس‌جمهور ح. علیف   | ۲۷ ژوئیه- ۶ اوت ۱۹۹۷ | دیدار رسمی  | [ ۱۵ ] |
| رئیس‌جمهور ح. علیف   | ۲۲–۲۷ آوریل ۱۹۹۹     | بازدید کاری | [ ۱۶ ] |
| رئیس‌جمهور ح. علیف   | ۱۲–۱۸ فوریه ۲۰۰۰     | بازدید کاری | [ ۱۷ ] |
| رئیس‌جمهور ح. علیف   | ۴–۹ سپتامبر ۲۰۰۰     | بازدید کاری | [ ۱۸ ] |
| رئیس‌جمهور ح. علیف   | ۱–۱۳ آوریل ۲۰۰۱      | بازدید کاری | [ ۱۹ ] |
| رئیس‌جمهور ح. علیف   | ۱۴–۲۳ فوریه ۲۰۰۳     | دیدار رسمی  | [ ۱۷ ] |
| رئیس‌جمهور ا. علیف   | ۲۵–۲۸ آوریل ۲۰۰۶     | دیدار رسمی  | [ ۲۰ ] |
| رئیس‌جمهور ا. علیف   | ۲۴ سپتامبر ۲۰۱۰      | بازدید کاری | [ ۱۷ ] |
| رئیس‌جمهور ا. علیف   | ۲–۴ مه ۲۰۱۲          | بازدید کاری | [ ۲۱ ] |
| رئیس‌جمهور ا. علیف   | ۲۰–۲۱ مه ۲۰۱۲        | بازدید کاری | [ ۲۲ ] |
| رئیس‌جمهور I. Aliyev | ۱ آوریل ۲۰۱۶         | دیدار رسمی  | [ ۲۳ ] |
| رئیس‌جمهور ا. علیف   | ۱۹ سپتامبر ۲۰۱۷      | دیدار رسمی  | [ ۲۴ ] |

## سفارتخانه‌ها
سفارت ایالات متحده در باکو، جمهوری آذربایجان واقع شده‌است. سفارت جمهوری آذربایجان در واشینگتن دی سی واقع شده‌است.